# (3733) Yoshitomo
(3733) Yoshitomo – planetoida z grupy pasa głównego asteroid okrążająca Słońce w ciągu 3 lat i 263 dni w średniej odległości 2,4 j.a. Odkryli ją Kenzō Suzuki i Takeshi Urata 15 stycznia 1985 roku. Przed nadaniem nazwy planetoida nosiła oznaczenie tymczasowe (3733) 1985 AF.